# Bitwa o Ceutę
Bitwa o Ceutę – starcie zbrojne, które miało miejsce w 1415. Portugalski atak na mauretańską twierdzę zakończył się przyłączeniem jej do Portugalii (stała się ona jej pierwszą zamorską posiadłością) i można go uważać za jeden z ostatnich etapów rekonkwisty.
Uniezależniwszy się od Kastylii po bitwie pod Aljubarrota, król Jan I Dobry ugruntował swoje panowanie i zapewnił sukcesję, a w 1411 przedłużył rozejm z Kastylią. Zmagał się jednak z bezczynnymi arystokratami, których majątki malały, a nie mogli zdobyć nowych drogą podbojów. Potrzebował także podnieść swój międzynarodowy prestiż (m.in. ze względu na swoje pochodzenie z nieprawego łoża). Postanowił więc uderzyć na posiadłości muzułmańskie, w ramach krucjaty⁣, na co uzyskał bullę papieską.
Kastylia odrzuciła propozycję wsparcia jej w walce z Grenadą, w związku z czym Janowi pozostały trzy miasta w potencjalnym zasięgu operacji: Tanger – potężnie broniony i bardzo trudny do zdobycia, Asila – mało atrakcyjne jako cel i o bardzo trudnym podejściu do lądowania, i Ceuta, silnie ufortyfikowana, ale której pozycja bardzo osłabła w porównaniu do czasów świetności. Jan przygotował starannie dużą ekspedycję, liczącą ok. 20 tys. żołnierzy na ponad 200 statkach. Eskadrą galer królewskich dowodził książę Piotr, a dwaj inni synowie królewscy, Edward i Henryk, towarzyszyli ojcu na okręcie flagowym.
Niesprzyjające wiatry na zmianę unieruchamiały flotę inwazyjną, to znów groziły jej zatopieniem w sztormie (w tym dwukrotnie na samym podejściu do Ceuty). Za trzecim razem lądowanie powiodło się. Obrońcy podjęli złą decyzję o próbie wycieczki przeciw lądującym oddziałom, co umożliwiło atakującym wdarcie się do miasta przez otwartą bramę. Miasto, opuszczone przez większość mieszkańców, zostało szybko zdobyte i splądrowane. Obrona była zacięta, ale źle dowodzona, a górujący ponad miastem zamek – opuszczony.
Zdobycie Ceuty nie przyniosło zysków z handlu z Magrebem, wprost przeciwnie, korona portugalska została obciążona stałymi wydatkami na utrzymanie garnizonu w mieście, do którego większość produktów trzeba było przywozić z Portugalii (na czym wzbogacili się kupcy i książę Henryk, który zgromadził wielkie bogactwa i przywileje, które następnie wykorzystał w swoim programie rozwoju zamorskiego handlu i odkryć). Pozytywne, z portugalskiego punktu widzenia, było zabezpieczenie Cieśniny Gibraltarskiej dla handlu chrześcijańskiego i podważenie prestiżu marynidzkiej dynastii, rządzącej Fezem; ponadto Ceuta, w odróżnieniu od innych portów północnej Afryki, nigdy nie stała się ośrodkiem berberyjskiego piractwa.